# Seven (estúdio)
Animation StudiO Seven Co., Ltd. (japonês: 株式会社アニメーションスタジオ・セブン, Hepburn: Kabushiki-gaisha Animēshonsutajio Sebun, conhecido simplesmente como Seven) é um estúdio de animação que produz hentai e anime.

## Estabelecimento
O estúdio Seven foi fundado em setembro de 2007 pelo ex-produtor da Wao, Taku Horie. Após a falência da Radix Ace Entertainment em 2006, grande parte da equipe queria continuar buscando empregos no negócio de anime e, após a fundação da Seven, muitos dos funcionários da Radix foram transferidos para a empresa. A primeira grande produção do estúdio foi um hentai OVA em 2011. No mesmo ano, o estúdio produziu sua primeira série para a televisão, uma adaptação para TV de curta-metragem de Morita-san wa Mukuchi. Embora o estúdio Seven tenha animado inúmeras séries curtas de televisão e séries hentai, não produziu uma série completa até 2017 com o lançamento de King's Game The Animation.
O estúdio dá ênfase às produções originais e ao trabalho individual de seus animadores e equipe.

## Hentais produzidos
- Buta Hime-sama (2011)
- Hakoiri Shōjo: Virgin Territory (2011–2012)
- Rinkan Club (2011–2014)
- Otomedori (2012)
- Sei Yariman Gakuen Enkō Nikki The Animation (2013)
- Kagachi-sama Onagusame Tatematsurimasu: Netorare Mura Inya Hanashi (2013)
- Koikishi Purely☆Kiss The Animation (2013–2014)
- Shin Sei Yariman Gakuen Enkō Nikki The Animation (2014)
- Baku Ane: Otōto Shibocchau zo! The Animation (2014)
- Rance 01: Hikari wo Motomete The Animation (2014–2016)[5]
- Buta no Gotoki Sanzoku ni Torawarete Shōjo o Ubawareru Kyonyū Himekishi & Onna Senshi: Zettai Chinpo Nanka ni Maketari Shinai!! The Animation (2015)
- Gyakuten Majo Saiban: Chijo na Majo ni Sabakarechau The Animation (2015)
- Nudist Beach ni Shūgakuryokō de!! The Animation (2016)
- Hachishaku Hachiwa Keraku Meguri: Igyō Kaikitan The Animation (2016–2017)
- Ero Zemi: Ecchi ni Yaru-ki ni ABC - The Animation (2017)
- Sōryo to Majiwaru Shikiyoku no Yoru ni... (2017)
- Yarimoku Beach ni Shūgakuryokō de!! The Animation (2017)
- Baku Ane 2: Otōto Ippai Shibocchau zo! The Animation (2017)
- Shikkoku no Shaga The Animation (2017–2019)
- Honoo no Haramase Oppai: Ero Appli Gakuen The Animation (2017–2018)
- Real Eroge Situation! The Animation (2018)
- Soikano: Gyutto Dakishimete The Animation (2018)
- Hatsujou Switch Otosareta Shoujo-tachi The Animation (2018)
- Wagaya no Liliana-san The Animation (2019)
- Seikatsu Shūkan The Animation (2019)
- Aikagi The Animation (2019)
- Aibeya The Animation (2019)
- Love x Holic: Miwaku no Otome to Hakudaku Kankei The Animation (2019)
- Tonari no Ie no Anette-san The Animation (2020)
- Suketto Sanjou!! The Animation (2020)
- Sekufure Osananajimi: Shojo to Doutei wa Hazukashii tte Minna ga Iu kara The Animation (2020)
- Inmou (2020–presente)
- Succubus Stayed Life The Animation (2020–presente)

## Séries de TV
- Morita-san wa Mukuchi (2011)
- Recorder and randsell (2012)
- Recorder to Randoseru Re 2 (2012)
- Ai Mai Mi (2013)
- Recorder to Randoseru Mi 3 (2013)
- Strange+ (2014)
- Ai Mai Mi Mousou Catastrophe (2014)
- Strange+ 2 Temporada (2014)
- Danna ga Nani o Itteiru ka Wakaranai Ken (2014)
- Okusama ga Seito Kaichō! (2015)
- Magical Somera-chan (2015)
- Okusama ga SeitoKaichõ!+ (2016)
- Ai Mai Mi: Surgical Friends (2017)
- Sōryo to Majiwaru Shikiyoku no Yoru ni... (2017)
- Musekinin Galaxy Tylor (2017)
- Omiai Aite wa Oshiego, Tsuyoki na, Mondaiji. (2017)
- King's Game (2017)
- Kyōto Teramachi Sanjō no Holmes (2018)
- Joshi Kausei (2019)
- Nobunaga-sensei no Osanazuma (2019)

## OVAs
- Recorder to Randoseru (2012)
- Mujaki no Rakuen (2014)
- Strange+ (2014)
- Okusama ga Seito Kaichō! (2016)